# كوتا ميزوما
كوتا ميزوما (باليابانية: 水沼 宏太) (22 فبراير 1990 في يوكوهاما في اليابان – )؛ هو لاعب كرة قدم ياباني سابق كان يلعب كلاعب وسط.

## وصلات خارجية
- كوتا ميزوما على موقع الاتحاد الدولي (مؤرشف)  (الإنجليزية)
- كوتا ميزوما على موقع رابطة كرة القدم اليابانية للمحترفين (اليابانية)
- كوتا ميزوما على موقع إي إس بي إن إف سي (الإنجليزية)
- كوتا ميزوما على موقع قاعدة بيانات كرة القدم.إي يو (الإنجليزية)
- كوتا ميزوما على موقع ناشيونال فوتبول تيمز (الإنجليزية)
- كوتا ميزوما على موقع Soccerbase.com (لاعب) (الإنجليزية)
- كوتا ميزوما على موقع Soccerway.com (الإنجليزية)
- كوتا ميزوما على موقع عالم كرة القدم.نت (الإنجليزية)
- كوتا ميزوما على موقع كووورة